# Swass
Swass é um álbum de estúdio de Sir Mix-a-Lot lançado em 1988.

## Faixas
1. "Buttermilk Biscuits (Keep on Square Dancin')"
2. "Posse on Broadway"
3. "Gold"
4. "Swass"
5. "Rippn'" (part. Kid Sensation)
6. "Attack on the Stars"*
7. "Mall Dropper"
8. "Hip Hop Soldier"
9. "Iron Man" (part. Metal Church)
10. "Bremelo"
11. "Square Dance Rap"
12. "Romantic Interlude"
13. "F the BS"*
14. "Iron Man (True Metal Meltdown Mix)"*